# Perte de connaissance
Pour les articles homonymes, voir Inconscience et l'Évanouissement.

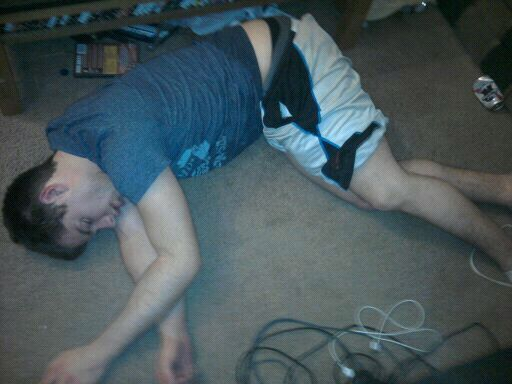
Un individu inconscient en position latérale de sécurité

La perte de connaissance ou perte de conscience (ou inconscience ou évanouissement dans le langage courant) désigne en médecine une perte de contact avec le monde extérieur. La victime ne répond plus aux sollicitations verbales et physiques, et n’a plus de tonus musculaire.
Plusieurs types de causes peuvent aboutir à une perte de connaissance (choc traumatique, maladie, intoxication), ce qui permet d’établir une séparation entre les pertes de connaissance transitoire et prolongée, deux situations qui sont différentes sur de nombreux aspects.
Une perte de connaissance n'est jamais anodine et peut survenir à tout âge. À la différence du malaise, situation où la victime est encore active (répond aux sollicitations malgré la gêne, et présente du tonus musculaire), en cas de perte de connaissance, le pronostic vital peut être engagé par évolution vers un arrêt respiratoire ou cardiaque. Il s’agit donc d’une urgence vitale, traité par des gestes de secourisme.

## Perte de connaissance transitoire
La perte de connaissance transitoire est caractérisée par une durée brève et une résolution spontanée. Dans la majorité des cas, la personne revient à elle spontanément après la perte de conscience, mais il faut tout de même rester vigilant. Dans un contexte de traumatisme crânien, il s'agit en principe d'une commotion cérébrale. En l'absence de traumatisme, il peut s'agir d'une syncope, d'une crise d'épilepsie, d'un trouble métabolique sévère comme l'hypoxémie ou l'hypoglycémie, d'une intoxication ou d'un accident ischémique transitoire vertébrobasilaire.
Cette situation doit être différenciée des cas de perte de connaissance transitoire apparents mais non réels comme la cataplexie, la pseudosyncope psychogénique et l'accident ischémique transitoire carotidien.
La forme incomplète de syncope est appelée lipothymie: il n’y a pas de perte de connaissance mais un simple fléchissement de la conscience. La personne garde le souvenir de ce qu’elle a entendu autour d'elle pendant son malaise.

## Perte de connaissance prolongée

### Respiration conservée
Lorsque la respiration persiste, la perte de connaissance prolongée est un coma, caractérisé par une durée longue et une absence de résolution spontanée. Un traumatisme crânien et de nombreuses affections à retentissement cérébral peuvent se manifester par un coma. Selon l'intensité, on distingue la confusion, l'obnubilation, la stupeur et le coma profond.
Cette situation doit être différenciée des cas où il n'existe pas de véritable trouble de vigilance comme le pseudo-coma hystérique, l'état stuporeux psychotique, le mutisme akinétique et le locked-in syndrome.

### Respiration absente
Lorsque la respiration est arrêtée, il s'agit d'un arrêt cardio-circulatoire, situation qui n'entre pas vraiment dans le cadre de la perte de connaissance puisqu'elle précède immédiatement le décès si elle n'est pas prise en charge rapidement.